# Seznam členů Rady České tiskové kanceláře
Toto je seznam členů Rady České tiskové kanceláře. Zahrnuje současné i bývalé členy a členky Rady České tiskové kanceláře, její předsedy i místopředsedy. Česká tisková kancelář (ČTK) byla založena v roce 1992 zákonem č. 517/1992 Sb., o České tiskové kanceláři, jako veřejnoprávní médium a následnická organizace Československé tiskové kanceláře. Zákon jí určil jako kontrolní orgán Radu ČTK.

## Členstvo
Zeleně jsou zvýrazněny osoby figurující v aktuálním složení rady (k datu 16. října 2024). Informace o bývalých členech Rady ČTK (tj. jméno, začátek mandátu, konec mandátu, případné funkce a její začátek a konec mandátu) jsou čerpány z jednotlivých výročních zpráv Rady ČTK.
| Jméno                       | Od                | Do                | Funkce           | Od                | Do                |
| --------------------------- | ----------------- | ----------------- | ---------------- | ----------------- | ----------------- |
| Pavel Augusta               | 9. února 1995     | 8. února 2000     |                  |                   |                   |
| Pavel Augusta               | 4. března 2000    | 4. března 2005    | předseda         | 1. února 2002     | 12. února 2004    |
| Miroslav Augustin           | 20. června 2014   | 20. června 2019   | místopředseda    | 12. července 2017 | 19. února 2018    |
| Miroslav Augustin           | 20. června 2014   | 20. června 2019   | předseda         | 19. února 2018    | 20. června 2019   |
| Angelika Bazalová           | 16. října 2019    | 16. října 2024    |                  |                   |                   |
| Jan Bohdal                  | 1. dubna 2009     | 19. srpna 2010    |                  |                   |                   |
| Jiří Borik                  | 7. dubna 2009     | 7. dubna 2014     |                  |                   |                   |
| Slavěna Broulíková          | 1. dubna 1999     | 31. března 2004   |                  |                   |                   |
| Slavěna Broulíková          | 6. dubna 2004     | 6. dubna 2009     | předsedkyně      | 28. května 2008   | 6. dubna 2009     |
| Milan Buben                 | 15. dubna 1993    | 15. dubna 1998    |                  |                   |                   |
| Vladimír Cisár              | 1. dubna 2009     | 1. dubna 2014     |                  |                   |                   |
| Vladimír Cisár              | 7. května 2014    | 7. května 2019    |                  |                   |                   |
| Pavel Foltán                | 7. března 2018    | 3. března 2023    |                  |                   |                   |
| Jana Gáborová               | 30. května 2018   | 30. května 2023   | místopředsedkyně | 30. června 2020   | 30. května 2023   |
| Jana Gáborová               | 31. května 2023   |                   | místopředsedkyně | 31. května 2023   |                   |
| Jakub Heikenwälder          | 20. června 2014   | 20. června 2019   | místopředseda    | 12. července 2017 | 18. února 2019    |
| Hana Hikelová               | 20. června 2012   | 20. června 2017   | předsedkyně      | 25. března 2015   | 20. června 2017   |
| Pavel Horák                 | 6. dubna 2004     | 6. dubna 2009     |                  |                   |                   |
| Marie Hůlková               | 15. dubna 1993    | 15. dubna 1998    |                  |                   |                   |
| Zdeňka Hůlová               | 15. dubna 1993    | 2. listopadu 1994 | předsedkyně      | 7. června 1993    | 2. listopadu 1994 |
| Jiří Ješ                    | 15. dubna 1993    | 15. dubna 1998    | předseda         | 20. dubna 1995    | 15. dubna 1998    |
| Jakub Končelík              | 8. března 2023    |                   |                  |                   |                   |
| Daniel Korte                | 8. března 2023    |                   |                  |                   |                   |
| Aleš Mareček                | 8. července 2020  |                   |                  |                   |                   |
| Michaela Marksová           | 8. května 2019    | 15. června 2020   | místopředsedkyně | 16. prosince 2019 | 15. června 2020   |
| Marcela Mertinová           | 20. června 2012   | 20. června 2017   |                  |                   |                   |
| Martina Mohylová            | 19. května 1998   | 19. května 2003   |                  |                   |                   |
| Martina Mohylová            | 28. května 2003   | 28. května 2008   |                  |                   |                   |
| Miroslava Moučková          | 21. března 2006   | 21. března 2011   |                  |                   |                   |
| Tomáš Mrázek                | 19. února 2013    | 19. února 2018    | předseda         | 12. července 2017 | 19. února 2018    |
| Martin Přibáň               | 20. června 1998   | 7. února 2002     | předseda         | 22. června 1998   | 24. ledna 2002    |
| Nelly Eleonore Rasmussenová | 19. května 1998   | 19. května 2003   |                  |                   |                   |
| Nelly Eleonore Rasmussenová | 20. června 2007   | 20. června 2012   |                  |                   |                   |
| David Soukup                | 25. září 2019     |                   | předseda         | 16. prosince 2019 |                   |
| Ondřej Šefčík               | 7. dubna 2009     | 7. dubna 2014     | předseda         | 8. listopadu 2011 | 3. dubna 2014     |
| Pavla Valčáková             | 8. listopadu 2006 | 8. listopadu 2011 | předsedkyně      | 7. dubna 2009     | 8. listopadu 2011 |
| Vladimír Vetchý             | 19. května 1998   | 22. července 1998 |                  |                   |                   |
| Josef Vohryzek              | 15. dubna 1993    | 15. dubna 1998    |                  |                   |                   |
| Václav Vrabec               | 19. května 1998   | 19. května 2003   |                  |                   |                   |
| Václav Vrabec               | 28. května 2003   | 28. května 2008   | předseda         | 27. srpna 2007    | 28. května 2008   |
| Tomáš Vrba                  | 26. března 2002   | 26. března 2007   | předseda         | 12. února 2004    | 26. března 2007   |
| Jaroslava Wenigerová        | 21. června 2017   | 21. června 2022   | místopředsedkyně | 19. února 2018    | 21. června 2022   |
| Jaroslava Wenigerová        | 22. června 2022   |                   | místopředsedkyně | 12. prosince 2022 |                   |
| Přemysl Wiesner             | 15. dubna 1993    | 1. srpna 1996     | předseda         | 27. dubna 1993    | 7. června 1993    |
| Jan Wintr                   | 20. června 2012   | 20. června 2017   | předseda         | 3. dubna 2014     | 25. března 2015   |
| Zdeněk Zajíček              | 19. května 1998   | 19. května 2003   |                  |                   |                   |
| Zdeněk Zajíček              | 28. května 2003   | 7. září 2006      |                  |                   |                   |
| Zdeněk Zukal                | 15. dubna 1993    | 15. dubna 1998    |                  |                   |                   |
| Petr Žantovský              | 28. února 2018    | 28. února 2023    | místopředseda    | 18. února 2019    | 16. prosince 2019 |